# Hestefoss kraftverk
Hestefoss kraftverk (ryska: Хевoскоски ГЭС-7, Hevoskoski GES-7; finska: Hevoskosken voimalaitos) är ett ryskt vattenkraftverk i Pasvikälven i Petjenga distrikt i Murmansk oblast.
Kraftverket invigdes 1970. Det ägs och drivs av det ryska energiföretaget TGK-1, ett dotterbolag till Kolskenergo (Kola energi). 
Hestefoss kraftverk utnyttjar ett fall på sju meter i älven. Det har två kaplanturbiner med en installerad effekt av totalt 47 MW.
Det ryska kraftverket har rätt att utnyttja mark på norskt territorium enligt beslut av Stortinget 1970.